# Wilhelm von Grolman
Ne doit pas être confondu avec Wilhelm von Grolman (général).

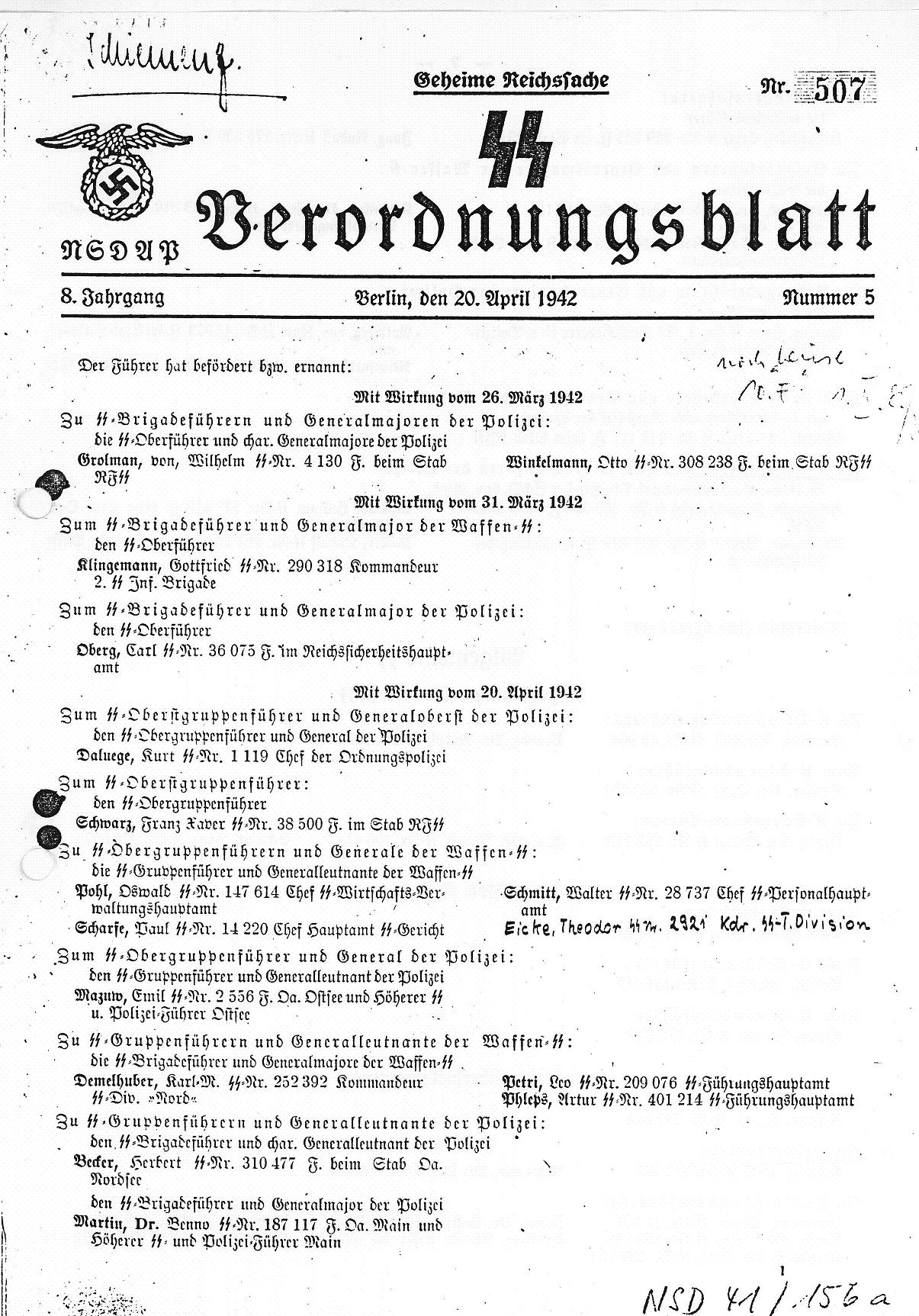
Promu chef de brigade SS en 1942 dans la SS-Verordnungsblatt

Wilhelm Christian von Grolman (né le 16 juillet 1894 à Schweidnitz, province de Silésie et mort le 20 juin 1985 à Hechendorf am Pilsensee, Haute-Bavière) est un homme politique allemand (NSDAP) et un officier de police national-socialiste. Après avoir dû démissionner des services de police prussiens et bavarois pendant la République de Weimar en raison de son implication dans le putsch de Kapp et le putsch d'Hitler, Grolmann commence en 1930 une carrière de chef SS et SA à plein temps. En 1935, il réintègre la fonction publique prussienne et travaille au ministère de l'Intérieur du Reich et au bureau principal de la police de l'ordre public. En septembre 1942, il devient chef de la police de Leipzig. De novembre 1933 jusqu'à la fin du régime national-socialiste au printemps 1945, il est également député du Reichstag.

## Biographie
Il est issu de la noble famille von Grolman et est le fils aîné du colonel Ludwig von Grolman et de Margarete Schmidthals. De 1906 à 1914, Grolman est formé dans le corps de cadets . À partir de 1914, il participe à la Première Guerre mondiale. En décembre 1918, il rejoint le régiment de volontaires Reinhard (de) qui, en tant que corps francs, joue un rôle clé dans la répression du soulèvement spartakiste de Berlin. En juin 1919, il prend sa retraite du service militaire actif avec le grade de premier lieutenant.
Du 4 juin 1919 à mars 1920, Grolman est membre de la police de sécurité (de) de Berlin, dont il démissionne en 1920 en raison de son implication dans le putsch de Kapp. Il devient employé du consulat en Suède en 1920 et rejoint la police d'État bavaroise (de) à Munich en tant que premier lieutenant en mai 1923. Le 9 novembre 1923, Grolmann participe au putsch hitlérien et est donc démis de ses fonctions de police. Il gagne sa vie grâce à un travail commercial jusqu'en 1929. Entre 1924 et 1926, il appartient à l'Ordre des Jeunes Allemands.
Le 1er mai 1930, Grolman rejoint le NSDAP (numéro de membre 352 864) et le SS (numéro de membre 4130). De mai à décembre, il est en Autriche en tant que représentant spécial d'Hitler . Le 1er décembre 1930, il reçoit le grade de SS-Sturmbannführer. Il quitte les SS en mai 1931 car il est transféré aux SA. Ici, il devient dirigeant à plein temps du groupe Silesia SA. Promu SA Oberführer le 31 juillet 1931, il est chef du sous-groupe SA Basse-Silésie du 1er août 1931 au 1er mars 1932 puis chef d'état-major du Groupe central SA jusqu'au 31 mai 1933. Grolmann faisait partie du sous-groupe SA Poméranie-Est et du sous-groupe SA Silésie centrale-Sud jusqu'à ce qu'il devienne chef de la brigade SA 18 à Görlitz le 15 septembre 1933. Le 1er décembre 1933, il devient également conseiller municipal de Görlitz. Le 1er mai 1935, Grolmann réintègre la fonction publique prussienne à Berlin avec le grade de capitaine dans la police de protection et devient en même temps chef du groupe Berlin-Brandebourg SA. Promu major en janvier 1936, Grolmann est transféré au ministère de l'Intérieur du Reich en avril 1936, où il est deuxième adjudant du ministre Wilhelm Frick jusqu'en juin 1937. De juin 1937 à décembre 1940, il est adjudant-chef et en même temps chef du domaine de travail P Ic au bureau de commandement de la direction générale de la police de l'ordre public. À partir de 1937, il est également juge honoraire au Tribunal populaire.
À sa demande du 20 avril 1938, Grolmann est réadmis dans la SS le 27 janvier 1939 et nommé SS Oberführer. Il est désormais chef de l'état-major du Reichsführer SS jusqu'en 1945. Après sa promotion au grade de colonel dans la police le 9 novembre 1939, il entre au commissariat principal de la police le 18 octobre 1940. Ici, il dirige le groupe de bureau II (questions de personnel) jusqu'en septembre 1942. En tant que général de division de la police et chef de brigade SS, il est censé devenir chef de la police de Munich à l'été 1942, mais est rejeté par le Gauleiter Adolf Wagner. Au lieu de cela, il devient chef de la police par intérim de Leipzig en septembre 1942, puis chef de la police à plein temps à partir de janvier 1943.
De novembre 1933 jusqu'à la fin du régime national-socialiste au printemps 1945, Grolman est député du Reichstag, dans lequel il représente la 7e circonscription (Breslau). Après la fin de la guerre, Grolmann vit à Hechendorf am Pilsensee. Grolman se marie trois fois et a un fils adoptif de la classe moyenne. Il est également apparenté au chef SS de haut rang Maximilian von Herff par l'intermédiaire de sa cousine Hedwig von Grolman (1896-1982). Comme lui, il démissionne de l'Ordre protestant de Saint-Jean à la mi-février 1939, conformément aux instructions en raison de sa double appartenance au NSDAP.